# Планова икономика
Планова икономика (понякога наричана командна икономика) е вид икономическа система, при която производството и разпределението на благата се управлява според предварително установен план. Алтернативната фикция е чистата пазарна икономика, в която производството и разпределението се определят чрез пазарна институция, регулирана от държавата.

## Планова икономика в Съветския блок
При плановата икономика в страните под влиянието на СССР управленският център по политически път решава, какво трябва да се произвежда и в какви количества, като производствените предприятия са най-често собственост на държавата. Плановата икономика е неизменна част от комунистическия строй на управление, и в миналото всички държави от т.нар. Социалистически лагер са следвали такъв път на икономическо развитие. Същият тип икономика се прилага и в страни, които не се обявяват за комунистически, например в Туркменистан до смъртта на Сапармурад Ниязов или в КНДР.

## Частична планова икономика
В някои страни е съществувало (или все още съществува) силно влияние от страна на държавата, която поощрява и финансира точно определени проекти, но позволява свободни пазарни механизми и не оказва директен контрол върху производството. Такава икономика се нарича пазарна планова икономика. Предимствата на тази система са, че безработицата се свежда до абсолютен минимум. Организацията за осъществяването на големи проекти е много по-бърза и прецизна, и често се поддържа нелош стандарт на живот. Отрицателните страни са неефективното разпределение на ресурсите и несъобразяване с търсенето на определени стоки на пазара.
В Китай, Виетнам и Лаос е налице съществуването на пазарни механизми, съчетани с организация на производството от страна на държавата. Единствените страни с изцяло планова икономика днес са Северна Корея, Куба, Либия, Мианмар, Иран и Саудитска Арабия.

## Предимства на плановата икономика
Някои от основните предимства на плановата икономика са, че цените са под строг контрол и не могат да варират в широки граници, което ги прави достъпни за по-голямата част от населението. Наблюдава се ниска безработица, защото държавата се стреми да осигури недоброволно работа на колкото се може по-голяма част от населението. Друго предимство е бързата реализация на мащабни индустриални и военни проекти от страна на държавата.

## Недостатъци на плановата икономика
Недостатъците на плановата икономика се свеждат до факта, че преустройването ѝ е тежко и тромаво. Реакцията при настъпване на резки промени в търговските отношения и изменения в търсенето на пазара е твърде бавна. Друг недостатък е, че държавата единствено определя какво ще се произвежда, какви селскостопански култури да се садят, какви услуги да се предлагат на населението и коя част от населението, кои от стоките и услугите ще ползва.

## Преход от планова към пазарна икономика
Преходът от планова към пазарна икономика е доказано труден, а до началото на 90-те няма наръчник за стъпките, по които трябва да се осъществи. Доказателство за болезнения и мъчителен преход е преходът на страните от Източния блок след падането на комунистическите режими. В тези страни се наблюдава силен спад в БВП в началото на 90-те години.
В много от тези държави е приложен метода на т.нар „шокова терапия“, чиято идея е ударен преход към пазарна икономика чрез масова приватизация, рестрикции в бюджета и либерализация на пазарите и цените. Методът е приложен в страни като Полша и Русия в началото на техния преход.

## Планиращи институции
Планиращата институция може да бъде както държавен орган, така и организация на потребители и производители. Държавните органи планират икономиките в бившите социалистически страни. Нецентрализираното планиране е типично за икономически общности.